# Anselm Franz von Ritter zu Groenesteyn
Anselm Franz rigsfriherre von Ritter zu Groenesteyn (også stavet von Grünstein) (født 1692, død 30. maj 1765 på Schloss Groenesteyn, Kiedrich) var en tysk arkitekt, som var ansat ved det kurmainziske hof, hvor han var kæmner, hofmarskal og undertiden viceregent (statholder) for kurfyrste-ærkebiskoppen. Han anses for en af de væsentligste tyske barokarkitekter i 1700-tallet.
Groenesteyns farfader var Stefan von Ritter zu Groenesteyn, der stammede fra Holland. Han studerede jura, men gik over til arkitekturen og blev uddannet i Paris.
Som arkitekt blev han især protegeret af den indflydelsesrige Schönborn-familie, hvoraf mange blev prælater, fyrstebiskopper og kurfyrste-ærkebiskopper.
Hovedparten af hans bygninger blev opført i Mainz for herskeren Lothar Franz von Schönborn og dennes efterfølger Frans Ludvig af Pfalz-Neuburg og for de lokale adelsslægter. For fyrstbiskoppen af Speyer, Damian Hugo Philipp von Schönborn-Buchheim, var han medansvarlig for planlægningen af Schloss Bruchsal.
Han forblev hele livet tro mod barokkens tunge, skulpturelle formsprog med kraftigt betonede bygningskroppe, store mansardtage og symmetriske facader kronet af frontispicer. Hans stil er stærkt præget af den franske barok, som Robert de Cotte udformede den. I den senere del af sit virke valgte Groenesteyn dog ofte at udføre facadernes dekorative enkeltheder i rokokoens formsprog. Stort set alle hans bygninger i Mainz udbrændte under allierede luftbombardementer under 2. verdenskrig. De er blevet genopført i det ydre, mens interiørerne er gået tabt.
Stefan von Ritter zu Groenesteyn havde arvet godset Schwalbacherhof i Kiedrich, Rheingau. Anselm Franz lod 1730 dette anlæg nedrive og opførte Schloss Groenesteyn efter egne tegninger. Det blev et trefløjet anlæg med kapel. Til stukkatør valgte han Georg Hennicke fra Mainz, der var elev af franskmanden Jean Bérain, som havde udført dekoration i valfartskirken "zum heiligen Blut" i Walldürn. Slottet er fortsat i familiens Groenesteyns eje.

## Værker
- Würzburger Residenz (1719, plan udført i samarbejde med andre, senere omarbejdet af Balthasar Neumann)
- Kirke i Kloster Banz, Franken (1719)
- Lustschloss Favorite i Mainz (anden byggefase, 1722-35, orangeri 1746)
- Schloss Bruchsal (anden byggefase 1725-28, senere omarbejdet af Balthasar Neumann, bomberamt, men minutiøst genopført)
- Stadioner Hof i Mainz (1728-33, bomberamt og genopført i det ydre)
- Schloss Groenesteyn, Kiedrich, Rheingau (1730)
- Deutschhaus Mainz (1730-37, også kaldet Deutschordenshaus, for Den Tyske Orden, bomberamt og genopført i det ydre)
- Kirke i Kloster Amorbach, Odenwald (1742-47)
- Bassenheimer Hof i Mainz (1743-50, bomberamt og genopført i det ydre)
- Stadionsche Schloss, Bönnigheim (1756)
- Schloss Jägersburg, Eggolsheim, Landkreis Forchheim, Nürnberg
- Stenbalustrade på Schloss Biebrich i Wiesbaden
- Kloster Gössweinstein